# Festuca earlei
Festuca earlei är en gräsart som beskrevs av Per Axel Rydberg. Festuca earlei ingår i släktet svinglar, och familjen gräs. Inga underarter finns listade i Catalogue of Life.